# Tomané
António Manuel Fernandes Mendes (* 23. Oktober 1992 in Fafe) ist ein portugiesischer Fußballspieler, auch Tomané genannt. Seit 2019 spielt er für Roter Stern Belgrad in der ersten Liga Serbiens.

## Karriere
Tomané begann seine Karriere bei Vitória Guimarães, wo er im Oktober 2010 in der Primeira Liga debütierte. 2011 wurde er an den Drittligisten AD Limianos verliehen. Mit Guimarães spielte er 2013 in der Europa League, scheiterte jedoch in der Gruppenphase. Im Januar 2016 wurde er bis Saisonende nach Deutschland an den Zweitligisten MSV Duisburg verliehen.
Zur Saison 2016/17 wechselte er nach Griechenland zu Panetolikos. Von Januar bis August 2017 spielte er wieder in Portugal, beim FC Arouca, danach wechselte er zum CD Tondela, wo er zum Stammspieler des Erstligisten wurde und 21 Tore erzielte. Im Juli 2019 unterschrieb er einen Drei-Jahres-Vertrag beim serbischen Spitzenklub Roter Stern Belgrad.
Tomané wechselte im Sommer 2020 erneut den Verein und das Land. Er unterschrieb einen Dreijahresvertrag bei Samsunspor in der türkischen TFF 1. Lig. Mit diesem Verein stieg er in der Saison 2022/23 in die Süper Lig auf, spielte dabei aber kaum eine Rolle. Während seiner Amtszeit hatte er mit mehreren Verletzungsproblemen zu kämpfen.
Am 28. Juni 2023 unterschrieb Tomané bei APOEL Nikosia.